# Stanislas Dehaene
Stanislas Dehaene (Roubaix, 12 de mayo de 1965) es un neurocientífico cognitivo francés cuya investigación se centra en temas como la cognición numérica, las bases neuronales de la lectura y los correlatos neuronales de la conciencia. A partir de 2017, es profesor en el Collège de France y, desde 1989, director de la Unidad INSERM 562, "Neuroimagen cognitiva".
Dehaene fue una de las diez personas que recibió la Beca del Centenario de la Fundación James S. McDonnell en 1999 por su trabajo en la "Neurociencia Cognitiva de la aritmética". En 2003, junto con Denis Le Bihan, Dehaene recibió el Gran Premio científico de la Fundación Louis D. del Institut de France. En 2014, junto con Giacomo Rizzolatti y Trevor Robbins, recibió el Premio "Brain".
Dehaene es editor asociado de la revista Cognition y miembro del consejo editorial de varias revistas, entre ellas NeuroImage, PLoS Biology, Ciencias del Desarrollo y Neurociencia de la Conciencia.

## Formación
Dehaene comenzó su formación como matemático, estudiando matemáticas en la École Normale Supérieure en París de 1984 a 1989.  Obtuvo su maestría en matemática aplicada y ciencias de la computación en 1985 de la Universidad de París VI. Se enfocó en la neurociencia y la psicología después de leer el libro de Jean-Pierre Changeux, L'Homme neuronal (Neuronal Man: The Biology of The Mind).[cita requerida]
Inspirado por la lectura del trabajo de Changeux, Dehaene comenzó a colaborar con él en modelos neuronales computacionales de cognición humana, incluyendo memoria de trabajo y control de tareas, colaboraciones que continúan hasta nuestros días.  Dehaene luego completó su doctorado en psicología experimental en 1989 con Jacques Mehler en la École des Hautes Études en Sciences Sociales (EHESS), en París.[cita requerida]
Después de recibir su doctorado, Dehaene se convirtió en investigador científico del INSERM en el Laboratorio de Ciencias Cognitivas y Psicolingüística Laboratoire de Sciences Cognitives et Psycholinguistique), dirigido por Mehler. También pasó dos años, de 1992 a 1994, como becario postdoctoral en el Instituto de Ciencias Cognitivas y de Decisión, con Michael Posner en la Universidad de Oregón.[cita requerida]
Dehaene luego regresó a Francia, donde comenzó su propio grupo de investigación que hoy cuenta con casi 30 estudiantes graduados, becarios postdoctorales e investigadores. En 2005, fue elegido para la recién creada Cátedra de Psicología Experimental en el Collège de France.[cita requerida]

## Áreas de investigación

### Cognición numérica
Dehaene es conocido por su trabajo en cognición numérica, una disciplina que popularizó y sintetizó con la publicación de su libro de 1997, The Number Sense ( La Bosse des maths ), que ganó el premio Jean-Rostand al mejor libro científico de audiencia general en francés. Comenzó sus estudios de cognición numérica con Jacques Mehler, examinando la frecuencia lingüística cruzada de las palabras numéricas, si los números se entendían de manera análoga o compositiva, y la conexión entre los números y el espacio (el "Efecto SNARC"). Con Changeux, desarrolló un modelo computacional de habilidades numéricas, que predijo las funciones de ajuste log-gaussiano para las neuronas numéricas, un hallazgo que ahora se ha confirmado elegantemente con la fisiología de una sola unidad
Junto con Laurent Cohen, un neurólogo del Hospital Pitié-Salpêtrière en París, colaborador desde hace mucho tiempo, Dehaene también identificó pacientes con lesiones en diferentes regiones del lóbulo parietal con multiplicación alterada, pero que conservaban la sustracción (asociada con lesiones del lóbulo parietal inferior) y otros con sustracción deteriorada, pero multiplicación preservada (asociada con lesiones en el surco intraparietal). Esta doble disociación sugirió que los diferentes sustratos neurales para los cálculos sobreaprendidos, mediados lingüísticamente, como la multiplicación, están mediados por regiones parietales inferiores, mientras que los cálculos en línea, como la sustracción, están mediados por el surco intraparietal. Poco después, Dehaene comenzó a usar EEG y estudios de neuroimagen funcional de estas capacidades, mostrando que las regiones parietal y frontal estaban específicamente involucradas en la cognición matemática, incluida la disociación entre la resta y la multiplicación observada en sus estudios previos con pacientes. 
Junto con Pierre Pica y Elizabeth Spelke, Stanislas Dehaene ha estudiado la aritmética y las expresiones numéricas de los mundurucu (una tribu indígena que vive en Para, Brasil ).

### Conciencia
Posteriormente, Dehaene dirigió su atención al trabajo sobre los correlatos neuronales de la conciencia, lo que le condujo a la escritura de numerosos artículos científicos, la edición del libro editado, "La neurociencia cognitiva de la conciencia " y a llegar a  la presidencia de la Asociación para el Estudio Científico de la Conciencia. Dehaene ha desarrollado modelos computacionales de conciencia, basados en la teoría del espacio de trabajo global de Bernard Baars, que sugieren que solo una pieza de información puede acceder a un "espacio de trabajo neuronal global". Para explorar la base neuronal de este espacio de trabajo neuronal global, ha llevado a cabo experimentos funcionales de neuroimagen de enmascaramiento y el parpadeo atencional, que muestran que la información que alcanza la conciencia consciente conduce a una mayor activación en una red de regiones parietales y frontales .

### Bases neuronales de la lectura.
Además, Dehaene ha utilizado imágenes cerebrales para estudiar el procesamiento del lenguaje en sujetos monolingües y bilingües, y en colaboración con Laurent Cohen, la base neural de la lectura. Dehaene y Cohen se centraron inicialmente en el papel de las regiones de flujo ventral en el reconocimiento visual de palabras, y en particular el papel de la corteza temporal inferior izquierda para leer palabras escritas. Identificaron una región que llamaron el "área visual de forma de palabras" (VWFA) que se activó constantemente durante la lectura, y también descubrieron que cuando esta región se eliminaba quirúrgicamente para tratar a pacientes con epilepsia intratable, en la lectura las habilidades fueron severamente deterioradas.
Dehaene, Cohen y sus colegas han demostrado posteriormente que, en lugar de ser un área única, el VWFA es la etapa más alta en una jerarquía de extracción de características visuales para el reconocimiento de letras y palabras.
Más recientemente, han centrado su atención en cómo aprender a leer puede depender de un proceso de " reciclaje neuronal" que hace que los circuitos cerebrales evolucionados originalmente para que el reconocimiento de objetos se sintonice para reconocer letras, pares de letras y palabras frecuentes y ha probado estas ideas examinando las respuestas cerebrales en un grupo de adultos que no aprendieron a leer debido a limitaciones sociales y culturales.

### Como editor
- Dehaene, S. (Ed.) Cognición numérica. Oxford, Blackwell. ISBN 1-55786-444-6.
- Dehaene, S. (Ed.) Le Cerveau en acción: l'imagerie cérébrale en psychologie cognitiva. París: Prensas Universitarias de Francia, 1997. ISBN 2-13-048270-8.
- Dehaene, S. (Ed.) La neurociencia cognitiva de la conciencia. MIT Press, 2001. ISBN 0-262-54131-9.
- Dehaene, S. Duhamel, JR, Hauser, M. y Rizzolatti, G. (Ed.) Del cerebro del mono al cerebro humano. Cambridge, MA: MIT Press, 2005. ISBN 0-262-04223-1.

### Como autor
- La Bosse des maths . París: Odile Jacob, 1997. ISBN 2-7381-0442-8.
- El sentido numérico. Nueva York: Oxford University Press, 1997; Cambridge (Reino Unido): Penguin press, 1997. ISBN 0-19-511004-8.
- Vers une science de la vie mentale. París: Fayard, 2007. (Conferencia inaugural en el Collège de France). ISBN 2-213-63084-4.
- Les neuronas de la conferencia. París: Odile Jacob, 2007. ISBN 2-7381-1974-3.
- Lectura en el cerebro. Nueva York: Penguin, 2009. ISBN 0-670-02110-5.[32]
- La conciencia y el cerebro : descifrando cómo el cerebro codifica nuestros pensamientos. Adulto vikingo, 2014. ISBN 978-0-670-02543-5.
- Le Code de la conscience, París: Odile Jacob, 2014, ISBN 978-2738131058